# Machine Messiah
A Machine Messiah a Sepultura brazil metalegyüttes tizennegyedik stúdióalbuma, amely 2017. január 13-án jelent meg. Az albumból a megjelenésének hetében 1900 példányt adtak el az Amerikai Egyesült Államokban.

## Háttér
Az együttes az albumot Svédországban Jens Bogren producer vezetése alatt vette fel. A Machine Messiah a zenekar első stúdióalbuma a három évvel korábban, 2013-ban megjelent The Mediator Between Head and Hands Must Be the Heart óta, ez volt az együttes leghosszabb kihagyása két stúdióalbum között. A kiadvány borítóját Camille Dela Rosa fülöp-szigeteki művész tervezte.
Az együttes elmondása szerint az album koncepciója a következő: „A Machine Messiah elsődleges inspirációja a társadalmunk robotizálása a napjainkban. Egy az emberiséget megalkotó Gépisten koncepciója és az, hogy úgy tűnik, hogy ez a körforgás lezárja magát, visszatér a kiindulási ponthoz. Gépekből születtünk és most visszatérünk ahonnan jöttünk. A messiás, a biomechanikai megváltónk visszatérésekor egy robot vagy egy humanoid formájában fog megjelenni.”

## Fogadtatás
A Machine Messiah pozitív kritikai fogadtatásban részesült, számos elemző a Sepultura legjobb albumának kiáltotta ki. Thom Jurek az AllMusic weboldalán 3,5/5 csillagra értékelte az albumot, megjegyezve, hogy „A Machine Messiah továbbra is a Dante XXI-nél, az A-Lexnél és a Kairosnál bemutatott változatos progszerű elemekből építkezik, miközben a 2013-as The Mediator Between Head and Hands Must Be the Heartot oly ellenállhatatlanná tevő thrashhez és hardcore-hoz is visszakanyarodik.” Az albumot egy „ ambiciózus, dühös, áhítatos  kirándulásnak” írta le és szerinte „A Sepultura továbbra is eleven maradt a kreativitásukban; drámaian kibővítették a palettájukat, miközben teljesen integrálni tudták a hangokat, melyek idáig elhozták őket.”
A New Noise szerkesztője 5/5 csillagot adott az albumra, megjegyezve, hogy „Meglehet, hogy a Sepultura a Machine Messiah képében megalkotta a 2017-es év egyik legfelismerhetőbb albumát. Amíg Green megragadó vokált és dalszövegeket biztosít, addig a hangszeres játék a hihetetlen zenei tudásnak állítanak testamentumot.” Azt is kiemelte, hogy „A Sepultura egy olyan albumot készített, amire rendkívül büszkék lehetnek, olyat, melyet a rajongók imádni fognak. A Machine Messiah egy olyan kiadvány, amely minden szinten egyesíti a múlt erősségeit, az innovatív kombinációt és a kiváló zenei tudást.”
A Loudwire dicsérte a gitárjátékot, megjegyezve, hogy „Egy dolog ami változatlan maradt az Kisser gyakorlott gitárjátéka. Nem számít, hogy maximális sebességgel szárnyal vagy progresszív területeket fedez fel az kreatív és tökéletesen eljátszott.” A First Post dicsérte a vokált, megjegyezve, hogy „Green a magával ragadás, a hipnotizmus és az agresszivitás egyenlő részekben való megszemélyesítése, a mindössze tíz dalon keresztül átölelő sokoldalúsága megmutatja, hogy miért nincs szükség egy esetleges újraegyesülésre.”
A No Clean Singing dicsérte a dobjátékot, megjegyezve, hogy „A másik dolog, ami a Machine Messiaht igazán életre kelti az Eloy Casagrande dobos, akinek a dalszerzői tevékenysége ezen a lemezen fenomenális. Ez a 2017-es év első igazán nagyszerű dobjátéka, úgy vélem, hogy egy igazi fénypont lesz ez számomra az év hátralévő részében. Két extremitásból közelíti meg az albumot: vagy megmarad a rendkívül bejáratott alapoknál vagy bedob valami teljesen kibaszottul szokatlant (lásd az I Am The Enemy örült blast beatjeit), bebizonyítja, hogy nem csak az elődei szerepét tudja gond nélkül betölteni, de egyszerűen élő, lélegző ritmusgyárként minden tekintetben túlmutat rajtuk.”
A Maximum Volume Music a Machine Messiaht az együttes egyik legjobb albumának tartotta, megjegyezve, hogy „Nagy meglepetésre adna okot, ha a pályafutásuk ezen pontján a Sepultura ennyire élettel telinek és üdének hangzana. Habár, ha úgy nézzük az egyetlen meglepő dolog talán az, hogy ezen még mindig meglepődünk. Sepultura: az elvárások áttörése 1984. óta – és ez ott van a legjobbjaik között.”
A Pure Grain Audio szerint az album „a teljes egészét tekintve egy nagyon kiváló munkadarab, mely stílusok és szinkopációk különböző változatait öleli át.” Az Already Heard dicsérte a hangszeres játékot, megjegyezve, hogy „A hangszeres játék ezen a lemezen felfoghatatlan, Andreas Kisser végig szenvedélyes, Paulo Jr basszusa pokolian kemény és Eloy Casagrande dobos sokoldalúsága lenyűgöző.” A kilencedik és a hatodik dalt külön dicsérte, hozzáfűzve, hogy a Vandals Nest letépi a hallgató fejét; Kisser shreddelése olyan éles, hogy minden más lassított felvétel – király. Mindezek ellenére az a szám, mely kimagaslik, az a teljességgel masszív Sworn Oath; a filmszerű nagyzenekari hangzása és a szögletes gitársávjai egy dübörgő lábdobba vágnak bele, amely egy olyan epikus trasherhez vezetnek, melyhez foghatót valószínűleg sosem fogsz hallani.”
A My Global Mind azt írta, hogy „Nézzünk szembe a tényekkel, a mai világunk a gépekre támaszkodik. A számítógépek és a mobiltelefonok, amiket órákig bámulunk, gépek. Sokan elvesztették a társas interakció képességét, így egy egyszerű találka egy kávézóban, zeneboltban vagy játékteremben a múlt emlékei. Minden egy irányított digitális monopóliummá válik, az emberi érzelmeinket maroknyi irányba rángatva, ami rövid koncentrálóképesség-időtartamhoz vagy frusztrációhoz vezet. Ezzel azt akarom mondani, hogy számomra a Sepultura Machine Messiahja ezt jelenti.”
A Rolling Stone magazin brazil lapváltozata a 2017-es év tizennyolcadik legjobb brazil albumának választotta a lemezt.

## Számlista
Az összes dalszöveg szerzője Derrick Green (1, 3, 4, 6–11), Andreas Kisser (2, 4) és Azuma Kjóicsi (12); az összes szám szerzője Kisser, Green és Eloy Casagrande, kivéve az  Iceberg Dances (Kisser és Casagrande), illetve az Ultraseven no uta (Fujiki Tóru).
| 1.    | Machine Messiah                            | 5:54 |
| 2.    | I Am the Enemy                             | 2:27 |
| 3.    | Phantom Self                               | 5:30 |
| 4.    | Alethea                                    | 4:31 |
| 5.    | Iceberg Dances (Instrumental)              | 4:41 |
| 6.    | Sworn Oath                                 | 6:09 |
| 7.    | Resistant Parasites                        | 4:58 |
| 8.    | Silent Violence                            | 3:46 |
| 9.    | Vandals Nest                               | 2:47 |
| 10.   | Cyber God                                  | 5:22 |
| 11.   | Chosen Skin (bónuszdal)                    | 3:17 |
| 12.   | Ultraseven no uta (bónuszdal, feldolgozás) | 1:18 |
| 50:40 |                                            |      |

## Eladási listák
| Lista (2017)                                | Legjobb helyezés |
| ------------------------------------------- | ---------------- |
| Australian Albums (ARIA)                    | 82               |
| Ausztria (Ö3 Austria Top 40)                | 33               |
| Belgium (Ultratop Flandria)                 | 35               |
| Belgium (Ultratop Vallónia)                 | 67               |
| Franciaország (SNEP Album Top 100)          | 114              |
| Németország (Media Control Top 100 Album)   | 27               |
| Új-Zéland (Recorded Music NZ Top 40 Albums) | 135              |
| Portugália (AFP Top 30 Albums)              | 35               |
| Egyesült Királyság (Scottish Albums)        | 100              |
| Svájc (Schweizer Hitparade Top 100 Albums)  | 27               |
| UK Rock Charts (UK)                         | 9                |

## Fordítás
- Ez a szócikk részben vagy egészben  a   Machine Messiah (album) című angol Wikipédia-szócikk ezen változatának fordításán alapul.  Az eredeti cikk szerkesztőit annak laptörténete sorolja fel. Ez a jelzés csupán a megfogalmazás eredetét és a szerzői jogokat jelzi, nem szolgál a cikkben szereplő információk forrásmegjelöléseként.